# رالف فلاناگان (شناگر)

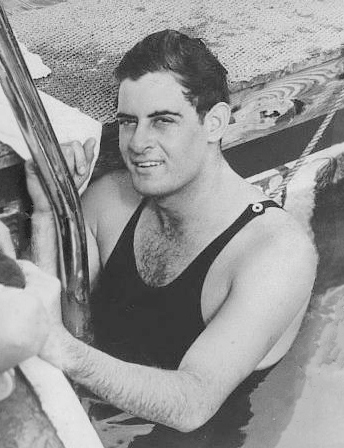
رالف فلاناگان در سال ۱۹۳۸

رالف فلاناگان (به انگلیسی: Ralph Flanagan) (زادهٔ ۱۴ دسامبر ۱۹۱۸) شناگر اهل ایالات متحده آمریکا است.